# Hibana velox
Hibana velox là một loài nhện trong họ Anyphaenidae.
Loài này thuộc chi Hibana. Hibana velox được Lawrence Becker miêu tả năm 1879.

## Hình ảnh

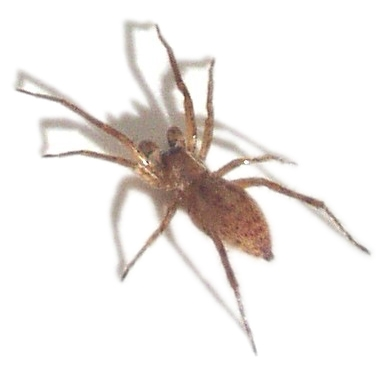